# 天鵝絨的幽闇
《天鵝絨的幽闇》（ビロードの闇）是日本二人組合近畿小子的第21張單曲。於2005年6月15日由傑尼斯娛樂唱片公司發行。

## 解說
本單曲自上一張在銷量上可謂大賣的單曲《Anniversary》以來相隔半年後發售的單曲。本單曲的銷量再次維持現實狀況，雖然首批銷量比以前多出了近5萬張，但結果總銷量亦只是伸延了5萬張左右而已。由於單曲的話題性亦不至於導致長期受歡迎，所以比起同年的其他作品，銷量的伸延率是最差的。
初回版及通常版的封面不同，收錄歌曲也不同。今次初回版除收錄A面曲的純音樂版本外，更放進了加送的新曲。反之通常版則收錄了上張單曲「Anniversary」的現場錄音版本。該現場錄音版本的音源是取自2004年演唱會《KinKi Kids DOME TOUR ～font de Anniversary～》東京公演現場的。
至於歌曲方面，是久違了的跳舞作品，曲調混入了探戈及拉丁舞風味，是一首大人曲風的歌曲。有趣的是，當KinKi Kids二人在朝日電視台音樂節目《Music Station》演唱時，因光一把歌詞唱錯，就連剛也忍不住笑而跳錯舞步。後來在下一個星期的節目上更加有慢鏡重播，在該節目作年度總結時也多次播放該段片段，就連他們二人也不時那這個開玩笑。所以可算是大眾對這首歌曲有點較為深刻的印象。
其實除了這首歌曲之外，現已收錄於專輯《H album -H・A・N・D-》的歌曲「99%LIBERTY」亦曾作過本單曲的候選歌曲。正當在兩首歌曲爭持之下，最終得出『我想「99%LIBERTY」是什麼時候都可以發片的歌曲來，可要是現在不發「天鵝絨的幽闇」的話就會發不到了』的結論，所以決定把「天鵝絨的幽闇」作為單曲發售。

## 名稱
- 日語原名：
- 中文意思：天鵝絨的黑暗
- 香港正東譯名：天鵝絨的黑暗
- 台灣艾迴譯名：天鵝絨的幽闇

## 收錄歌曲

### 初回版收錄歌曲
1. 天鵝絨的幽闇（ビロードの闇）
  - 作曲：林田健司
  - 作詞：Satomi
  - 編曲：CHOKKAKU
2. 春雷
  - 作曲：小田原友洋
  - 作詞：上原Kenji
  - 編曲：十川知司
3. 10years
  - 作曲、編曲：石塚知生
  - 作詞：mavie
4. 天鵝絨的幽闇 (Backing Track)
  - 作曲：林田健司
  - 編曲：CHOKKAKU

### 通常版收錄歌曲
1. 天鵝絨的幽闇
2. 春雷
3. Anniversary（Live at Tokyo Dome）
  - 作曲：織田哲郎
  - 作詞：Satomi
  - 編曲：織田哲郎、吉田建